# Об'єднання республіканців
Об'єднання республіканців (фр. Rassemblement des Républicains; скорочено RDR) — ліберальна партія Кот-д'Івуару. Партія є правлячою партією країни; Лідер партії Алассан Уаттара є чинним президентом Кот-д'Івуару.

## Історія
RDR, яка має більшу підтримку на півночі країни, була сформована як ліберальне відгалуження правлячої партії, Демократичної партії Кот-д'Івуару (PDCI), у середині 1994 року.
Новим генеральним секретарем партії став Джені Кобіна.
RDR прагнула, щоб Уаттара, який обіймав посаду прем'єр-міністра в 1990—1993 рр., став її кандидатом на президентських виборах 1995 року.
Однак поправки до виборчого кодексу вимагали, щоб кандидати в президенти проживали в країні протягом п'яти років і були народжені івуарцями. Вважалося, що ці положення спеціально призначили для того, щоб Уаттара не балотувався; він майже п'ять років був заступником директора-розпорядника Міжнародного валютного фонду, а сім'я його батька походила з Буркіна-Фасо.
З цієї причини RDR бойкотувала вибори.

2–3 липня 1995 р. RDR провела свій перший черговий з'їзд
,
на якому Уаттара висунули її кандидатом у президенти.

Після смерті Кобіни партія провела свій перший позачерговий з'їзд у січні 1999 року, щоб обрати нового генерального секретаря.

Уаттара був обраний президентом RDR 1 серпня 1999

на другому позачерговому з'їзді партії
,
і він був призначений кандидатом від партії на наступних президентських виборах.

Уаттара зазначив, що він має право балотуватися на цих виборах, запланованих на 2000 рік, вказавши на документи, які, за його словами, продемонстрували, що він і його батьки — вихідці з Кот-д'Івуару, як того вимагає виборчий кодекс.
Проте його звинуватили у підробці цих документів і розпочали розслідування.

Його посвідчення про громадянство анулював суд у жовтні 1999 року
,
а через місяць був виданий ордер на арешт Уаттара
,
хоча на той час він перебував у Франції.

Проте RDR підтримувала кандидатуру Уаттари;
27 вересня в Абіджані провели демонстрацію в 10 000 осіб

27 жовтня заарештовано низку лідерів RDR, серед них генерального секретаря партії Анрієтти Діабате

на тій підставі, що вони відповідальні за насильство під час організованих ними протестів; у листопаді їх засудили до позбавлення волі.
Коли солдати повстали 23 грудня 1999 року, однією з їхніх вимог було звільнення ув'язнених лідерів РДР; коли президент Анрі Конан-Бедьє відхилив вимоги, вони захопили владу 24 грудня та негайно звільнили в'язнів RDR.

29 грудня Уаттара повернувся до Кот-д'Івуару, назвавши усунення Бедьє «революцією, яку підтримує весь народ Кот-д'Івуару».

Попри підтримку Уаттарою перевороту, його кандидатуру на президентських виборах у жовтні 2000 року відхилив Верховний суд на тій самій національній основі, яку використали для запобігання його висуванню під час президентства Бедьє.
У результаті RDR вирішив бойкотувати президентські вибори.

Вона також бойкотувала парламентські вибори, що відбулися 10 грудня 2000 року та 14 січня 2001 року, але, попри це, виграла п'ять із 225 місць.
RDR є повноправним членом Ліберального Інтернаціоналу, до якого вона приєдналася на Конгресі Ліберального Інтернаціоналу в Дакарі в 2003 році
.
18 травня 2005 року, попри історію ворожнечі, RDR і PDCI підписали угоду про створення коаліції «Об'єднання уфуетистів за демократію та мир» разом із двома меншими партіями — Союзом за демократію та мир у Кот-д'Івуар (UDPCI) і Рух сил майбутнього (MFA), напередодні президентських виборів, запланованих на жовтень 2005 року.

Уаттара був обраний кандидатом у президенти RDR на другому черговому з'їзді 1-3 лютого 2008 року, а також переобраний головою RDR на наступні п'ять років.
На конгресі він запросив колишні повстанські Нові сили Кот-д'Івуару об'єднатися з RDR на виборах.

У першому турі президентських виборів 2010 року Уаттара посів друге місце, поступившись чинному президенту Лорану Гбагбо.
У другому турі оголосили, що Уаттара фінішує першим із 54 відсотками голосів — результат, який визнає практично вся міжнародна спільнота. Однак Гбагбо відмовився піти у відставку, що спровокувало серйозну політичну кризу, яка закінчилася лише захопленням Гбагбо 11 квітня 2011 року.
У 2012—2016 рр. Фадіка Сарра Сако з RDR обіймала посаду віцепрезидента Національних зборів.

На Третьому черговому конгресі RDR 9–10 вересня 2017 року очікувалося, що Уаттара оберуть головою RDR, але замість цього він запропонував на цю посаду {Анрієтту Діабате, і її обрали шляхом акламації.
Кандіа Камара стала генеральним секретарем, а Амаду Гон Кулібалі — першим віцепрезидентом.

У 2020 році Селестін Олібе Тразере залишила RDR для участі в Об'єднані уфуетистів за демократію та мир.